# Bryan Wynter
Bryan Wynter (* 8. September 1915 in London; † 2. Februar 1975 in Penzance, Cornwall, England) war ein englischer Maler.
Bryan Wynter sollte ursprünglich nach Zürich gehen, um dort die Geschäfte seiner Familie fortzuführen, stattdessen rebellierte er und ging 1938 nach London und studierte dort Kunst an der Slade School of Fine Art. Er zog 1945 nach St Ives in Cornwall und fand Anschluss an die britische Malergruppe St Ives Group, zu der unter anderem Peter Lanyon, Terry Frost, Patrick Heron, William Scott und Roger Hilton gehörten.
In den 1950er Jahren experimentierte Wynter mit Drogen, vor allem mit Mescalin. Die Rausch-Erfahrungen hatten Einfluss auf seine Arbeiten, die Malerei wurde deutlich abstrakter. Die wesentliche Quelle seiner Inspiration blieb allerdings die Landschaft von Cornwall.
Im Jahr 1959 war Bryan Wynter Teilnehmer der documenta II in Kassel.
Im Jahr 1962 hatte Winter einen Herzinfarkt. Er experimentierte einige Zeit mit Kinetischer Kunst. Einige bemerkenswerte Objekte dieser Zeit sind seine Kinetischen Skulpturen, die er „IMOOS“ (Images Moving Out Onto Space) nannte, bestehend aus Parabolspiegeln und frei rotierenden, bemalten Gebilden. In den letzten zehn Jahren seines Lebens fand er wieder zur Malerei zurück.